# Diecéze Austin
Diecéze Austin je římskokatolická diecéze nacházející se ve Spojených státech amerických.

## Území
Zahrnuje 24 okresů státu Texas: Bastrop County, Bell County, Blanco County, Brazos County, Burleson County, Burnet County, Caldwell, Coryell County, Falls County, Hamilton County, Hays County, Hays County, Lampasas County, Lee County, Limestone County, Llano County, Mason County, McLennan County, Milam County, Mills County, Robertson County, San Saba County, Travis County, Washington County a Williamson County.
Biskupským sídlem je město Austin, kde se nachází hlavní chrám, katedrála svaté Marie.

## Historie
Diecéze byla zřízena 15. listopadu 1947 bulou Ad animarum bonum papeže Pia XII. z části území diecéze Dallas, Galveston a arcidiecéze San Antonio.
Dne 19. října 1961 byla část území včleněna do diecéze San Angelo a v prosinci 1989 do diecéze Victoria.
Původně byla sufragánou arcidiecéze San Antonio, ale 29. prosince 2004 vstoupila do církevní provincie arcidiecéze Galveston-Houston.

## Seznam biskupů
- Louis Joseph Reicher (1947–1971)
- Vincent Madeley Harris (1971–1985)
- John Edward McCarthy (1985–2001)
- Gregory Michael Aymond (2001–2009)
- Joe Steve Vásquez (2010–2025)